# 陈坊乡
陈坊乡，是中华人民共和国江西省上饶市铅山县下辖的一个乡镇级行政单位。

## 行政区划
陈坊乡下辖以下地区：
陈坊街社区、陈坊村、翁溪村、长寿畲族村、破港村、沽溪村、万年村、福田村和荆林村。